# Pompton Lakes
Pompton Lakes é um distrito localizado no estado americano de Nova Jérsei, no Condado de Passaic.

## Demografia
Segundo o censo americano de 2000, a sua população era de 10.640 habitantes.
Em 2006, foi estimada uma população de 11.243, um aumento de 603 (5.7%).

## Geografia
De acordo com o United States Census Bureau tem uma área de 8,2 km², dos quais 7,7 km² cobertos por terra e 0,5 km² cobertos por água.

## Localidades na vizinhança
O diagrama seguinte representa as localidades num raio de 8 km ao redor de Pompton Lakes.